# منطقه چهارم دریایی ثارالله ندسا
منطقهٔ چهارم دریایی ثارالله یکی از مناطق پنج‌گانهٔ دریایی سپاه پاسداران انقلاب اسلامی است که زیر نظر نیروی دریایی و قرارگاه دریایی خاتم‌الانبیای ۲ سپاه فعالیت می‌کند. مرکز فرماندهی این منطقه در بندر عسلویه مستقر است و منطقهٔ ساحلی ۳۵۰ کیلومتری حدفاصل جزیرهٔ کیش در هرمزگان تا رأس مطاف در بوشهر را پوشش می‌دهد. اهمیت اقتصادی و راهبردی میدان گازی پارس جنوبی یکی از دلایل ارتقا و تشکیل این منطقهٔ دریایی اعلام شده‌است. دریادار دوم پاسدار محمدحسین بارگاهی فرمانده کنونی منطقهٔ چهارم دریایی ثارالله است.